# Voorne

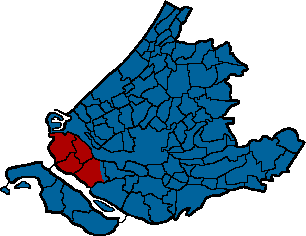
Voorne dans la province de Hollande-Méridionale

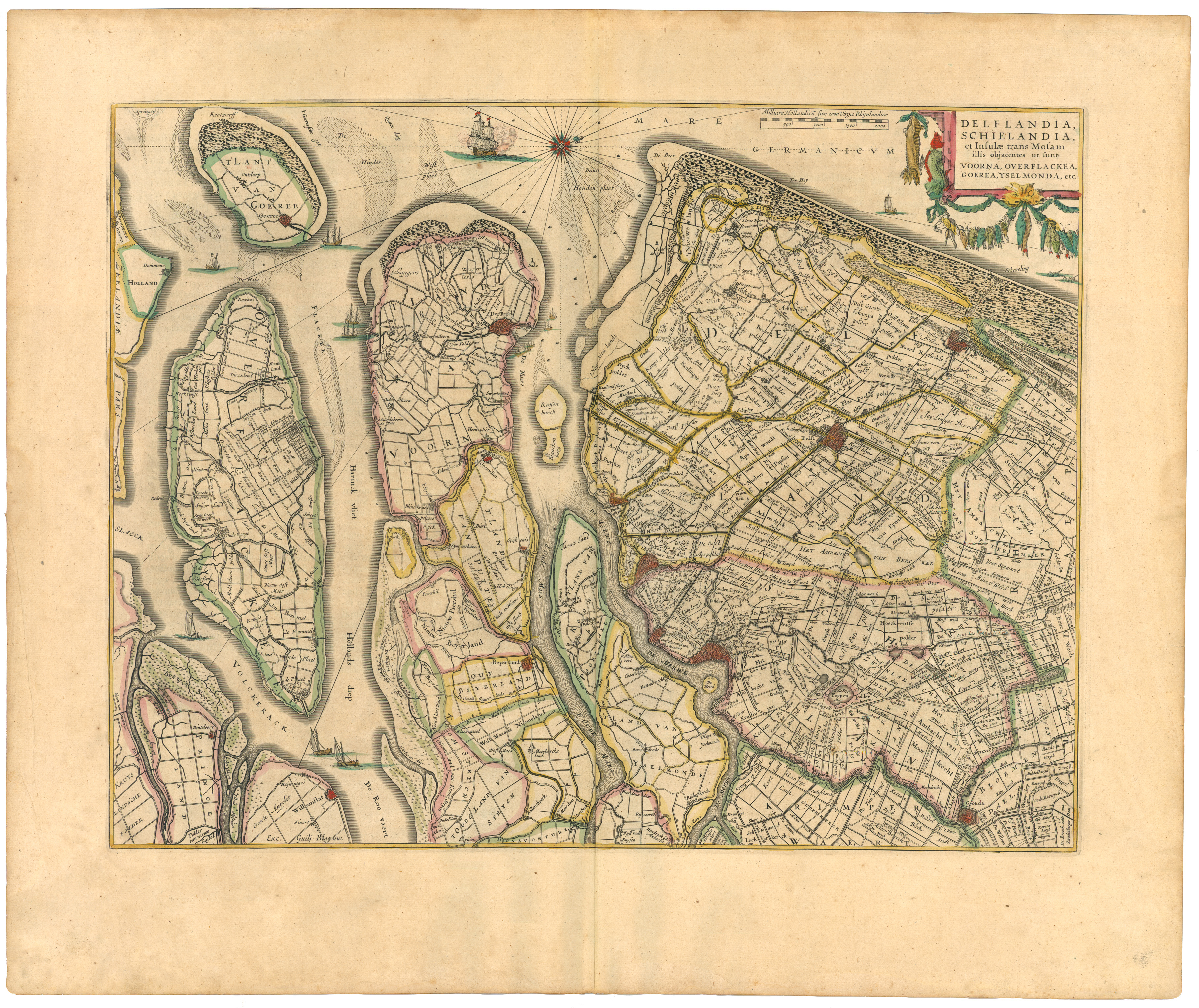
Voorne sur une carte de Johannes Blaeu datant de 1645

L'île de Voorne est la partie occidentale de l'île double Voorne-Putten, elle est séparée par la rivière Bernisse de l'île de Putten.
Cette île contient les municipalités suivantes :
- Abbenbroek
- Brielle
- Heenvliet
- Hellevoetsluis
- Nieuw-Helvoet
- Nieuwenhoorn
- Oostvoorne
- Oudenhoorn
- Rockanje
- Tinte
- Vierpolders
- Zuidland
- Zwartewaal

Cette île était autrefois beaucoup plus étendue vers le sud et formait le Pays de Voorne, État indépendant annexé au Comté de Hollande en 1371. 

## Référence
- (nl) Cet article est partiellement ou en totalité issu de l’article de Wikipédia en néerlandais intitulé « Voorne (Zuid-Holland) » (voir la liste des auteurs).